# Calvin Verdonk
Pour les articles homonymes, voir Verdonk.
Calvin Verdonk, né le 26 avril 1997 à Dordrecht aux Pays-Bas, est un footballeur international indonésien qui évolue au poste d'arrière gauche au NEC Nimègue.

## Biographie

### Débuts au Feyenoord Rotterdam
Natif de Dordrecht, Calvin Verdonk est formé dans l'un des clubs les plus prestigieux des Pays-Bas, et connu pour la qualité de son centre de formation, le Feyenoord Rotterdam. Il signe son premier contrat professionnel le 24 avril 2014, deux jours avant son anniversaire, pour une durée de trois ans. Le 8 mars 2015, il joue son premier match avec l'équipe première, lors d'une victoire du Feyenoord par trois buts à zéro face au NAC Breda. Ce jour-là, il entre en jeu à la place de Lucas Woudenberg.

### Prêts à Zwolle et Nimègue
Pour la saison 2016-2017, il est prêté au PEC Zwolle. Il est ensuite à nouveau prêté pour la saison 2017-2018, cette fois au NEC Nimègue.

### Retour au Feyenoord Rotterdam
Après deux saisons en prêt, Calvin Verdonk effectue son retour dans le groupe pro du Feyenoord pour la saison 2018-2019.

### FC Twente
Le 15 août 2019 Calvin Verdonk est prêté pour la saison 2019-2020 au FC Twente, tout juste promu en première division. Il joue son premier match pour Twente le 18 août 2019,  face au RKC Waalwijk, en championnat. Il est titulaire lors de cette rencontre riche en buts où les deux équipes se neutralisent (3-3).

### FC Famalicão
En fin de contrat avec le Feyenoord à l'été 2020, Calvin Verdonk est courtisé par plusieurs clubs, comme le Deportivo Alavés mais c'est avec le FC Famalicão qu'il s'engage le 11 septembre 2020 pour un contrat de quatre saisons. Il s'agit de sa première expérience à l'étranger. Il joue son premier match le 18 septembre 2020, lors de la première journée de la saison 2020-2021 de Liga NOS face au Benfica Lisbonne. Titularisé ce jour-là, il ne peut éviter la défaite des siens qui s'inclinent lourdement à domicile par cinq buts à zéro.

### Retour au NEC Nimègue
Le 31 août 2021, Calvin Verdonk fait son retour au NEC Nimègue sous la forme d'un prêt d'une saison.
Le 6 juillet 2022, Verdonk s'engage définitivement avec le NEC Nimègue. Il s'engage pour un contrat courant jusqu'en juin 2024 plus une année en option.

### En sélection nationale
Calvin Verdonk participe à l'Euro des moins de 17 ans 2014 avec l'équipe des Pays-Bas des moins de 17 ans. Lors de cette compétition, il joue cinq matchs. Il inscrit trois buts, contre la Turquie et l'Angleterre lors du premier tour, puis contre l'Écosse en demi-finale. Les Néerlandais s'inclinent en finale face aux Anglais après une séance de tirs au but.
Il dispute ensuite l'Euro des moins de 19 ans 2016 avec l'équipe des Pays-Bas des moins de 19 ans. Cette fois-ci, il joue quatre matchs, mais sans inscrire de but. Membre régulier des moins de 19 ans entre 2014 et 2016, Verdonk joue un total de 17 matchs avec cette sélection.
Verdonk représente également les moins de 20 ans, jouant au total cinq matchs avec cette sélection, tous en 2016.
Il reçoit sa première sélection avec l'équipe des Pays-Bas espoirs le 24 mars 2017, lors d'une victoire des Jong Oranje par deux buts à zéro face à la Finlande.
En avril 2024, Calvin Verdonk fait le choix de représenter l'Indonésie en sélection. En juin 2024 il est convoqué pour la première fois avec l'équipe nationale d'Indonésie. 

## Palmarès
Feyenoord Rotterdam
- Vainqueur de la Supercoupe des Pays-Bas en 2018